# Campionati francesi di sci alpino 1981
Ai Campionati francesi di sci alpino 1981 furono assegnati i titoli di discesa libera, slalom gigante, slalom speciale e combinata, sia maschili sia femminili.

## Risultati
| Specialità      | Uomini          | Donne             |
| --------------- | --------------- | ----------------- |
| Discesa libera  | Michel Vion     | Catherine Quittet |
| Slalom gigante  | Patrick Lamotte | Fabienne Serrat   |
| Slalom speciale | Daniel Fontaine | Perrine Pelen     |
| Combinata       | Patrick Blanc   | Élisabeth Chaud   |